# Petter Salsten
Petter Salsten (født 11. marts 1965) er en norsk tidligere ishockey, der nu spiller sportschef i Norges Ishockeyforbund. Han spillede for Storhamar Dragons og Furuset Ishockey. Moderklubben er Furuset, som han blev norsk mester i 1983 og 1990. I de næste to sæsoner spillede han for AIK i Svensk eliteserien. Derefter fulgte en sæson tilbage i Furuset, før han i 1993/1994 flyttede til Storhamar Dragons, hvor han var resten af sin aktive karriere. Her vandt han fire norske mesterskaber som spiller og en som træner. Salsten har 92 internationale grænser for Norge. Salsten deltog i Vinter-OL for Norge i 1988 i Calgary, i 1992 i Albertville og i 1994 i Lillehammer.
Indtil sæsonen 2006/2007 var han sportschef og daglig leder i Storhamar, mens han fra 1. august 2007 var sportschef i Norges Ishockeyforbund.